# Harmaclona malgassica
Harmaclona malgassica is een vlinder uit de familie echte motten (Tineidae). De wetenschappelijke naam van deze soort is voor het eerst geldig gepubliceerd in 1956 door Bradley.
De soort komt voor in tropisch Afrika.